# جک رولی
جان فردریک "جک" رولی (به انگلیسی: John Frederick "Jack" Rowley) (زاده ۷ اکتبر ۱۹۲۰ - درگذشته ۲۸ ژوئن ۱۹۹۸) بازیکن و مربی فوتبال اهل انگلیس بود.او چهارمین گلزن برتر تاریخ باشگاه منچستر یونایتد به حساب می‌آید.